# فرتز هومل
فرتز هومل (بالألمانية: Fritz Hommel)‏ ( 1270 - 1355 هـ / 1854 - 1936 م ) هو مستشرق ألماني من اساتذة اللغات السامية في جامعة منشن.
انتخب عضوا مراسلا بالمجمع العلمي العربي بدمشق. من آثاره: منتخبات من العربية الجنوبية و التاريخ العام لبلاد العرب الجنوبية، فصل في كتاب التاريخ العربي القديم، تعريب فؤاد حسنين علي.